# Breda (компания)
Breda (итал. Società Italiana Ernesto Breda) — итальянская машиностроительная компания, основанная в 1886 году в Милане Эрнесто Бреда.
На раннем этапе деятельности занималась производством локомотивов и другой железнодорожной техники, однако в дальнейшем начала производить авиационную технику и вооружения. Национализирована в 1962 году.
Во второй половине 1970х годов начала выпускать полуавтоматическое ружье «Breda Altair».
В 1990-х расформирована. Подразделения, отвечающие за производство автобусов и железнодорожной техники, влились в AnsaldoBreda, те же, что производили вооружения — в независимую компанию Breda Meccanica Bresciana. Научно-исследовательское подразделение образовало Istituto Scientifico Breda.